# 로스토프

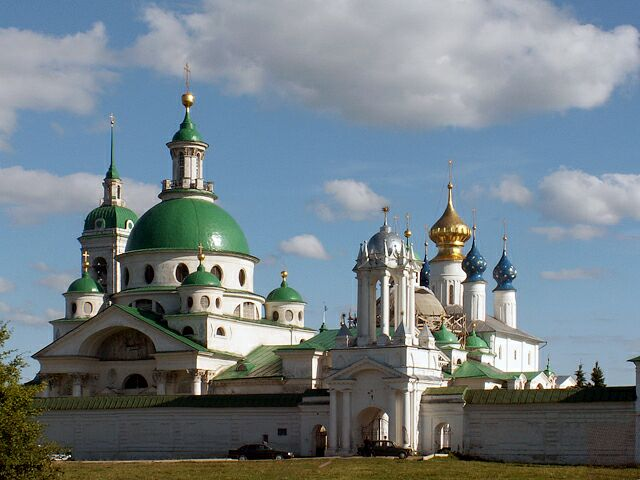
스파소야코블렙스키 수도원

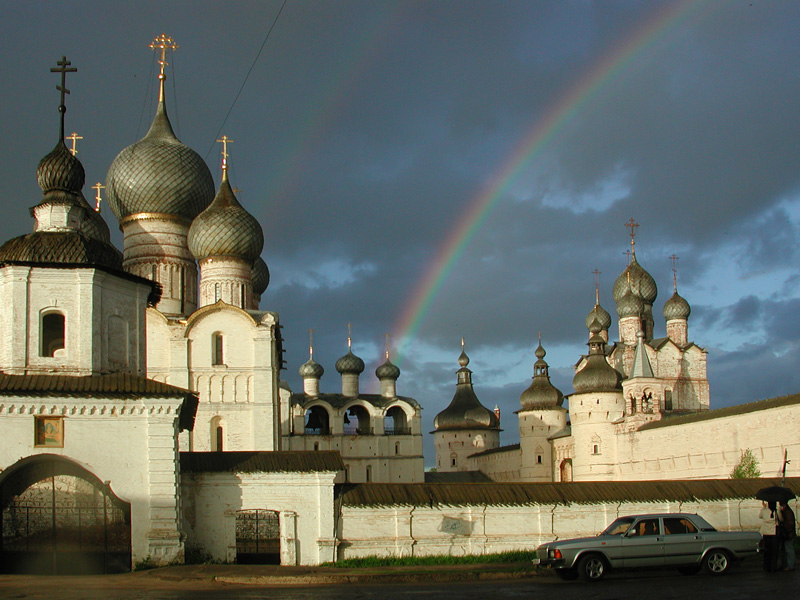
로스토프 크렘린

로스토프(러시아어: Росто́в, 고대 노르드어: Rostofa, 문화어: 로스또브)는 러시아 야로슬라블 주에 위치한 도시로, 인구는 34,141명(2002년 기준)이다. 네로 호와 접하며 모스크바에서 북동쪽으로 225km, 야로슬라블에서 남서쪽으로 53km 정도 떨어진 곳에 위치한다.
돈강과 접한 도시인 로스토프나도누와 구별하기 위해 로스토프벨리키(러시아어: Ростов Великий, "대(大)로스토프"라는 뜻) 또는 로스토프야로슬랍스키라고 부르기도 한다. 철도역에서는 로스토프야로슬랍스키라는 이름을 사용하는데 주로 모스크바와 야로슬라블을 연결하는 철도 노선을 운행하는 열차에 사용된다. 862년 문헌에 처음 등장했을 정도로 러시아에서 가장 오랜 역사를 자랑하는 도시이다.